# Synagogue de Mouansa

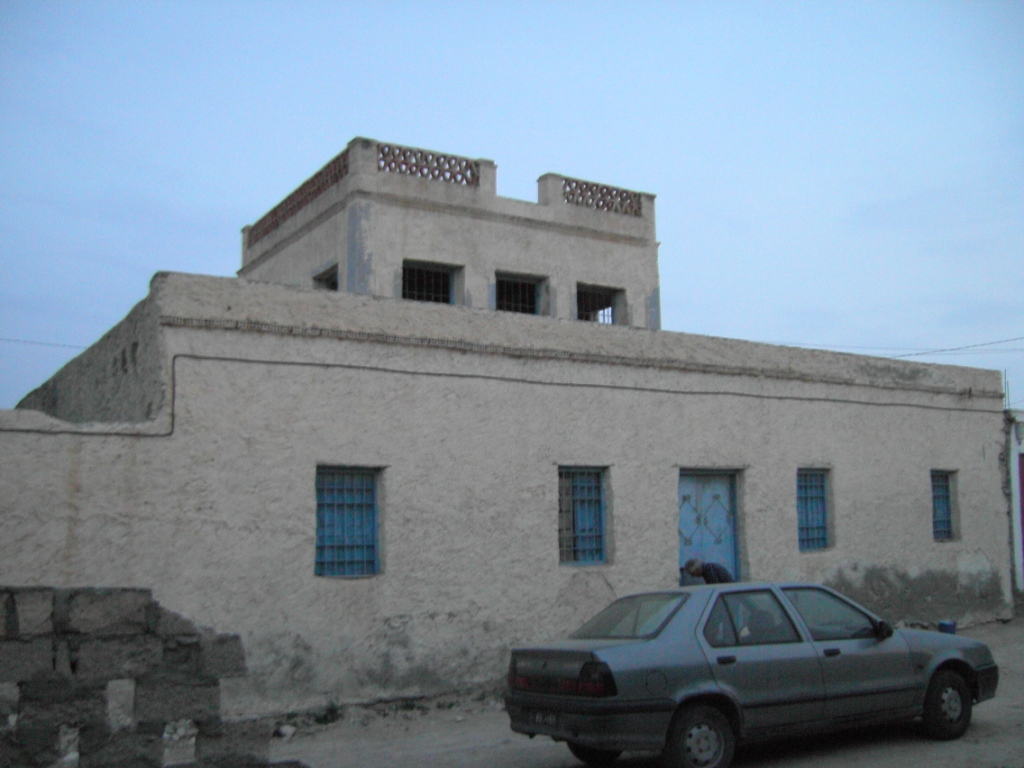
Extérieur de la synagogue

La synagogue de Mouansa (arabe : معبد موانسة) est une ancienne synagogue tunisienne située dans le village de Mouansa, à l'ouest de Zarzis, dans le sud du pays. Elle était rattachée au rite séfarade.
La synagogue et son cimetière juif adjacent, tous deux abandonnés, sont tout ce qui reste de la communauté juive du village qui s'est dispersée dans les années 1970.

## Source
- (en) Cet article est partiellement ou en totalité issu de l’article de Wikipédia en anglais intitulé « Mouansa Synagogue » (voir la liste des auteurs).